# Alecko Eskandarian
Alecko Eskandarian (né le 9 juillet 1982 à Montvale, NJ, États-Unis) est un footballeur international américain d'origine arménienne. Il est le fils de Andranik Eskandarian, ancien joueur du Cosmos de New York et de l'équipe iranienne de football.

## Palmarès
- Trophée Hermann 2002
- Trophée d'homme du match de la Coupe MLS : 2004